# AT&S
AT&S eller Austria Technologie & Systemtechnik AG er en østrigsk elektronikvirksomhed. Virksomheden designer og producerer high-end printede printplader
 og underlag til halvledere. Den Leoben-baserede virksomhed er børsnoteret på Wiener Börse. I 2019 var der 10.239 ansatte og en omsætning på 1 mia. euro. AT&S har leveret elektronik til Apple Inc. og leverer elektronik til industri, telefoni, auto og medicin.
I Østrig er der to produktionssteder i henholdsvis Leoben og Fehring, desuden er der produktion i Kina, Indien og Sydkorea.
AT&S blev etableret i 1987, da flere statsejede østrigske selskaber blev fusioneret. I 1994 blev den privatiseret og flere selskaber blev opkøbt.